# Tatabánya címere
Tatabánya Megyei Jogú Város közgyűlése 20/2001. (VI. 21.), 44/2000. (XII. 14.), 32/2000. (VI. 22.), 26/2000. (V. 18.), 31/1999. (IX. 23.) sz. rendeletekkel módosított 14/1991. (VII. 18.) sz. rendelete a város címerének és zászlójának megállapításáról, használatának rendjéről szól.

## A címer leírása
A címer formája ívelt oldalú csúcsos pajzs.

A pajzsfő fekete színű, bal oldalán két egymást keresztező fehér színű szabványos bányászkalapács, jobb oldalán négy fehér színű, csoportba rendezett stilizált lakóház látható. (A kalapácsok a város bányászati múltját, a stilizált lakóházak a város négy legrégebbi települését jelképezik.)
A pajzsderékot kitöltő címerkép zöld (Pantone 347) alapon fekete színű, a pajzs bal oldala felé tekintő kiterjesztett szárnyú turul madár, fején a Szent Koronával, karmai között karddal, melynek markolata a pajzs jobb oldalának irányába mutat. (A Kő-hegyen álló Turul madár ábrázolása a történelmi múltra utal.)
A címerképben ábrázolt Turul madár a pajzstalpon található, fekete-fehér színű posztamensen nyugszik. (A posztamens a Kő-hegyen található szobortalapzat stilizált ábrázolása.)

## Galéria

Tatabánya jelenlegi címere
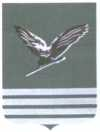
Tatabánya címere 2001-ig